# Якутськ
62°2′ пн. ш. 129°44′ сх. д. / 62.033° пн. ш. 129.733° сх. д.

Яку́тськ або Джокускай (якут. Дьокуускай, Çokuuskaj, МФА: [ɟokuːskaj], рос. Якутск) — місто в Росії, столиця Республіки Саха.
Засноване 1632 року як Ленський острог. Населення 286 456 мешканців (перепис 2013). Місто розташоване в долині Туймаада на лівому березі річки Лена. Річковий порт. Якутськ є одним із найбільших міст, розташованих у зоні вічної мерзлоти. Зв'язаний із залізницею (станція Беркакіт) Амуро-Якутською автомагістраллю. Промисловість: легка, харчова, будматеріалів, суднобудівна та ін.

## Історія
Місто засноване 25 вересня 1632 року, коли підрозділ єнісейського сотника Петра Бекетова, досліджуючи береги Лени, заклав Ленський острог на правому березі річки за 70 км на північ від сучасного Якутська. Із 1643 року на сучасному місці, перейменоване на Якутськ. Якутськ був військово-адміністративним і торговим центром усього Ленського краю, з 1708 року був підпорядкований Сибірській, наприкінці XVIII століття — Іркутській губерніям. У 1822 році Якутськ стає обласним містом, а з 1851 року Якутія отримує статус самостійної губернії з центром у Якутську.

## Адміністративний поділ
3 листопада 2004 року виходячи з постанов Мул Тумену(Держ.зборів) Республіки Саха селища Марха і Кангаласси були приєднані до міста Якутська.
До складу муніципального утворення «Міський округ Якутськ» входять села Маган, Табага, Хатасси, Тулагіно, Капітоновка, Кильдемци, Сирдах, Пригородний, Владимирівка.
Законом Республіки Саха (Якутія) від 30 листопада 2004 року «Про встановлення кордонів територій і наділення статусом міського округу муніципальних утворень Республіки Саха (Якутія)» було закріплено, що муніципальне утворення «Жатай» є самостійним і єдиним муніципальним утворенням, яке не входять до складу муніципального утворення «місто Якутськ».

### Адміністративні округи
1. Автодорожний округ
2. Гагарінський округ
3. Губинський округ
4. Октябрський округ
5. Промисловий округ
6. Сайсарський округ
7. Строїтельний округ
8. Центральний округ
9. мікрорайон Кангаласси
10. мікрорайон Марха
11. селище Табага
12. Хатасський наслег
13. Тулагіно-Кильдямський наслег
14. село Маган
15. село Пригородне

## Промисловість
Будучи адміністративним і культурним центром регіону, Якутськ не має дуже розвиненої промисловості. Основні галузі підтримують життєдіяльність міста. Більше половини (53,3 %) припадає на продукцію паливно-енергетичного комплексу, 17,7 % — харчової промисловості, 11,1 % — алмазогранильного виробництва, 4,3 % — промисловості будівельних матеріалів, 3,2 % — продукції металообробки.
Підприємства
- Якутська ДРЕС
- Якутська ТЕЦ
- Якутський хлібокомбінат
- Якутський міськмолзавод
- Кангаласький вугільний розріз
- Мархинський ЗСМ
- ЯКСМК
- ДБК

## Транспорт
Якутськ розташований на лівому березі річки Лени. Діє річковий порт. Велика частина вантажопотоку за відсутності залізничного транспорту проходить через річковий порт. З іншого боку, річковий пасажирський транспорт пов'язує місто з населеними пунктами Якутії в басейні Лени: Олекминськом, Сангаром, Жиганськом, Тіксі. У зв'язку з економічними і технічними причинами з 2008 року припинені регулярні рейси на Хандигу.
Дістатися автомобільним транспортом до Якутська складно: федеральна траса M56 «Лена» досягає селища Нижній Бестях, розташованого на правому березі Лени, навпроти Якутська. Сполучення з Якутськом: влітку — вантажопасажирський пором, взимку (грудень — квітень) — кригою річки, під час льодоходу і льодоставу сполучення можливе тільки повітрям. Дорога має в основному гравійне покриття. Ділянка Томмот — Качикатці вимагає повної реконструкції, у зв'язку з інтенсивною експлуатацією і відсутність належного технічного обслуговування покриття дороги повністю розбите. Частково діє Федеральна автодорога «Колима» (Якутськ — Магадан), в 2008 році велася ліквідація ґрунтових розривів. У 2007 році автодорога «Вілюй» (Якутськ — Вілюйськ — Мирний — Ленськ — Усть-Кут — Тулун) включено до списку федеральних доріг. Проте фактично її не існує. Ділянка Ленськ — Усть-Кут є зимником, яким автомобільне сполучення можливо близько трьох місяців на рік. На ділянці Якутськ — Мирний цілорічне сполучення можливе тільки умовно, часом під час злив полотно дороги (як у разі з автодорогою «Лена») перетворюється на болото. Інші ділянки також потребують реконструкції.
Активно ведеться будівництво Амуро-Якутської залізниці (АЯМ). Нині по залізниці здійснюється пасажирський рух до ст. Томмот (570 кілометрів від роз. Бестужево на БАМі), вантажне — до ст. Амга (672 км), робоче — до ст. Харбихан (735 км). Торішнього серпня 2008 року будівельні роботи велися за три кілометри від станції Кьордьом. Далі лишається 70-км ділянка до Нижнього Бестяха. Щодо кінцевого пункту магістралі прийняте рішення про будівництво об'єднанного залізнично-автомобільного мосту через Лену у районі Табаги і вокзалу в Якутську. Спорудження мосту почнеться у 2010 році.
У місті діють два аеропорти: «Якутськ» (основний; здійснює внутрішні республіканські, російські й міжнародні рейси) і «Маган» (запасний; лежить у однойменному приміському селищі).

## Клімат
| Клімат 1971-2000                           | Клімат 1971-2000 | Клімат 1971-2000 | Клімат 1971-2000 | Клімат 1971-2000 | Клімат 1971-2000 | Клімат 1971-2000 | Клімат 1971-2000 | Клімат 1971-2000 | Клімат 1971-2000 | Клімат 1971-2000 | Клімат 1971-2000 | Клімат 1971-2000 | Клімат 1971-2000 |
| Показник                                   | Січ.             | Лют.             | Бер.             | Квіт.            | Трав.            | Черв.            | Лип.             | Серп.            | Вер.             | Жовт.            | Лист.            | Груд.            | Рік              |
| Абсолютний максимум, °C                    | −5,8             | −2,2             | 8,3              | 21,1             | 31,1             | 35,1             | 38,4             | 35,4             | 27,0             | 18,6             | 3,9              | −3,9             | 38,4             |
| Середній максимум, °C                      | −35,1            | −28,6            | −12,3            | 1,7              | 13,2             | 22,4             | 25,5             | 21,5             | 11,5             | −3,6             | −23,1            | −34,3            | −3,4             |
| Середня температура, °C                    | −38,6            | −33,6            | −20,1            | −4,8             | 7,5              | 16,4             | 19,5             | 15,2             | 6,1              | −7,8             | −27              | −37,6            | −8,8             |
| Середній мінімум, °C                       | −41,5            | −38,2            | −27,4            | −11,8            | 1,0              | 9,3              | 12,7             | 8,9              | 1,2              | −12,2            | −31              | −40,4            | −14,1            |
| Абсолютний мінімум, °C                     | −63              | −64,4            | −54,9            | −41              | −18,1            | −5,4             | −1,5             | −7,8             | −14,2            | −40,9            | −54,5            | −59,8            | −64,4            |
| Середня кількість сонячних годин на місяць | 18,6             | 98,0             | 232,5            | 273,0            | 303,8            | 333,0            | 347,2            | 272,8            | 174,0            | 105,4            | 60,0             | 9,3              |                  |
| Норма опадів, мм                           | 9                | 8                | 7                | 8                | 20               | 35               | 39               | 37               | 31               | 18               | 16               | 10               |                  |
| Днів з опадами                             | 2,1              | 2,0              | 1,9              | 2,9              | 3,8              | 7,3              | 6,5              | 6,0              | 5,3              | 6,1              | 5,7              | 4,1              |                  |
| Вологість повітря, %                       | 76               | 76               | 70               | 60               | 54               | 57               | 62               | 67               | 72               | 78               | 78               | 76               |                  |
| ------------------------------------------ | ---------------- | ---------------- | ---------------- | ---------------- | ---------------- | ---------------- | ---------------- | ---------------- | ---------------- | ---------------- | ---------------- | ---------------- | ---------------- |
| Джерело: Pogoda.ru.net                     |                  |                  |                  |                  |                  |                  |                  |                  |                  |                  |                  |                  |                  |

## Культура та наука
- У Якутську знаходяться наукові інститути Якутського наукового центру Сибірського відділення РАН, серед них Інститут мерзлотознавства імені академіка П. І. Мечнікова та Інститут проблем малочисленних народів півночі
- Виші: Якутський державний університет, Якутський державний інженерно-технічний інститут, Якутська державна сільськогосподарська академія.
- Музеї: музей мамонта, музей хомуса, нумізматичний музей, Національний художній музей, літературний, алмазів та ін.
- Театри: Державний театр опери і балету Республіки Саха (Якутія) імені Д. К. Сивцева - Суоруна Омоллоона, Державний театр естради Республіки Саха (Якутія), Державний театр гумору і сатири Республіки Саха (Якутія), Національний театр танцю Республіки Саха (Якутія) імені С. А. Звєрєва-Киил Уола, Якутський академічний драматичний театр імені П. О. Ойунського, Академічний Російський драматичний театр імені О. С. Пушкіна.
- Державний цирк.

## Поріднені міста
- Фербенкс, США
- Дармштадт, Німеччина
- Мураяма, Японія
- Чханвон, Корея
- Харбін, КНР

## Галерея

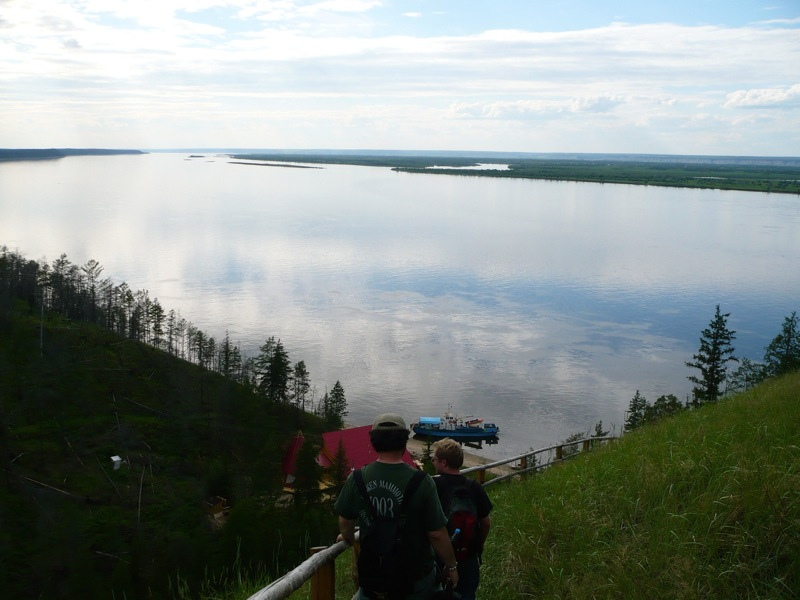
Річка Лена в Якутську
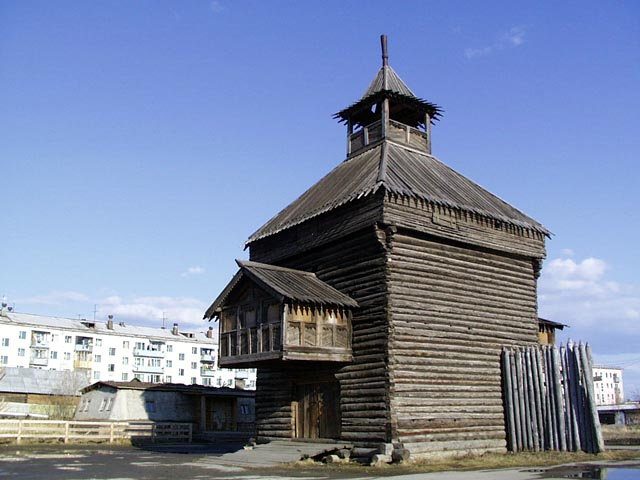
Вежа острогу заснованного у 1683
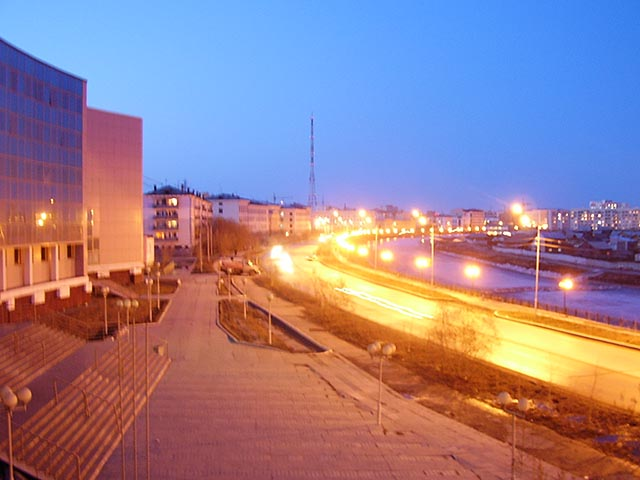
Кулаковська вулиця в ночі, ліворуч Університет, на задньому плані Якутська телевежа
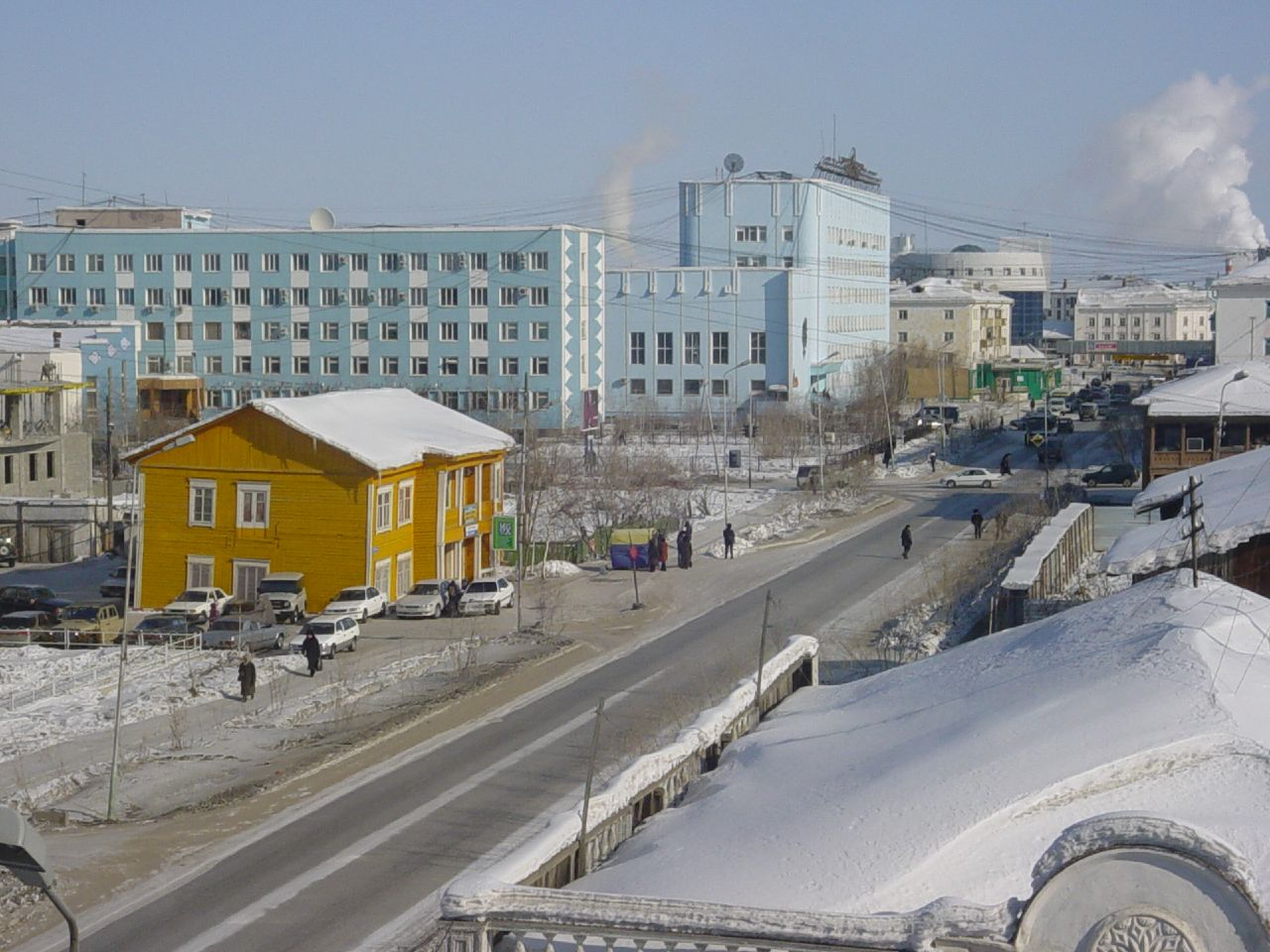
Одна з вулиць Якутська
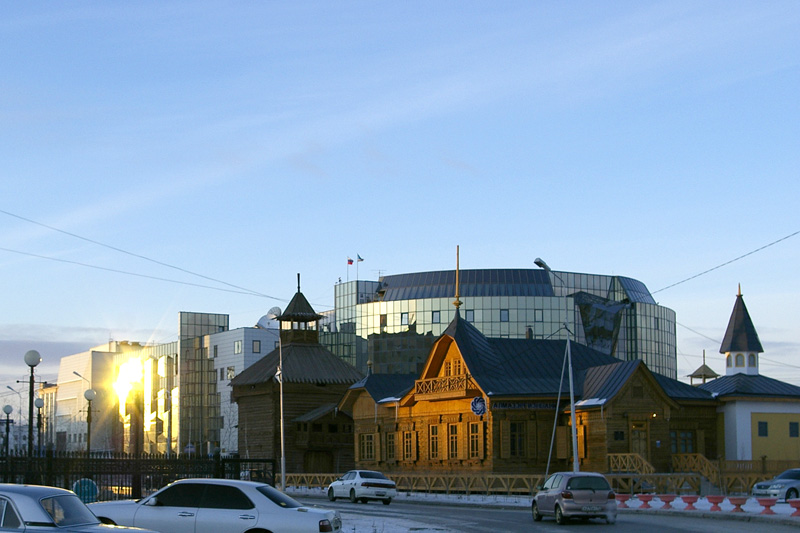
Відновлена будівля Російсько-Азійського банку

## Уродженці
- Скрябін Адам Васильович (1896—1938) — якутський радянський хоровий диригент, фольклорист.
- Дегтярьов Віктор Миколайович (1966—2019) — майор запасу Збройних сил України, учасник російсько-української війни.